# Вошберн (округ Бейфілд, Вісконсин)
Вошберн (англ. Washburn) — місто (англ. town) в США, в окрузі Бейфілд штату Вісконсин. Населення — 554 особи (2020).

## Демографія
Згідно з переписом 2010 року, у місті мешкало 530 осіб у 222 домогосподарствах у складі 168 родин. Було 254 помешкання
Расовий склад населення:
| - 91,9 % — білих - 2,6 % — корінних американців - 0,4 % — азіатів - 0,2 % — вихідців з тихоокеанських островів - 0,2 % — чорних або афроамериканців |

До двох чи більше рас належало 4,7 %. Частка іспаномовних становила 0,4 % від усіх жителів.
За віковим діапазоном населення розподілялося таким чином: 15,3 % — особи молодші 18 років, 70,7 % — особи у віці 18—64 років, 14,0 % — особи у віці 65 років та старші. Медіана віку мешканця становила 51,0 року. На 100 осіб жіночої статі у місті припадало 109,5 чоловіків;  на 100 жінок у віці від 18 років та старших — 111,8 чоловіків також старших 18 років.
Середній дохід на одне домашнє господарство  становив 71 286 доларів США (медіана — 60 313), а середній дохід на одну сім'ю — 78 974 долари (медіана — 69 000). Медіана доходів становила 43 906 доларів для чоловіків та 36 000 доларів для жінок. За межею бідності перебувало 15,7 % осіб, у тому числі 34,9 % дітей у віці до 18 років та 0,0 % осіб у віці 65 років та старших.
Цивільне працевлаштоване населення становило 281 особа. Основні галузі зайнятості: освіта, охорона здоров'я та соціальна допомога — 26,7 %, будівництво — 14,9 %, виробництво — 13,2 %.